# Compartimento di Pistoia
Il compartimento di Pistoia fu una suddivisione amministrativa del Granducato di Toscana. Confinava a nord con il Ducato di Modena e lo Stato Pontificio, a est e a sud con il compartimento di Firenze, a ovest con il compartimento di Lucca. Per un minuscolo tratto di confine del comune di Altopascio, a sud, incontrava anche il compartimento di Pisa.

## Storia
La città ed il suo contado, suddiviso in quattro "cortine", faceva parte fin dalla conquista fiorentina del distretto di Firenze, con propri organi amministrativi.
Il compartimento fu istituito da Leopoldo II con la riforma amministrativa del 9 marzo 1848 ma cessò di esistere appena tre anni dopo, apparentemente a causa delle tendenze filounitarie dei pistoiesi. In seguito alla soppressione fu smembrato tra Firenze e Lucca, cedendo alla prima il distretto del capoluogo e quello di San Marcello, alla seconda quello di Pescia.
Nel 1927 fu istituita la provincia di Pistoia, in gran parte coincidente con il territorio dell'ex compartimento granducale.

## Territorio e popolazione

### Dati demografici
Il compartimento pistoiese contava 150.413 abitanti (1849), di cui 12.666 nel capoluogo.

### Suddivisione amministrativa
| Compartimento | Distretto    | Comunità |
| ------------- | ------------ | --- |
| Pistoia       | Pescia       | Buggiano, Massa e Cozzile, Monsummano, Montecatini, Montecarlo e Altopascio, Pescia, Uzzano, Vellano                            |
| Pistoia       | Pistoia      | Lamporecchio, Pistoia, Marliana, Montale, Porta al Borgo, Porta Carratica, Porta Lucchese, Porta San Marco, Serravalle, Tizzana |
| Pistoia       | San Marcello | Cutigliano, Piteglio, Sambuca, San Marcello                                                                                     |